# Tupolev I-12
Tupolev I-12 (còn gọi là ANT-23) là một mẫu thử máy bay tiêm kích của Liên Xô.

## Tính năng kỹ chiến thuật
Dữ liệu lấy từ Shavrov 1985
Đặc điểm tổng quát
- Kíp lái: 1
- Chiều dài: 9.5 m (31 ft 2 in)
- Sải cánh: 15.6 m (51 ft 2 in)
- Chiều cao:  ()
- Diện tích cánh: 30 m² (322.9 ft²)
- Trọng lượng có tải: 2.400 kg (5.291 lb)
- Động cơ: 2 × Gnome-Rhône 9K, 392 kW (525 hp)  mỗi chiếc

 Hiệu suất bay 
- Vận tốc cực đại: 300 km/h (162 kn, 186 mph)
- Tải trên cánh: 80 kg/m² (16 lb/ft²)
- Công suất/trọng lượng: 326 W/kg (0,2 hp/lb)

Trang bị vũ khí

- 2 × súng không giật APK 76,2 mm (3 in)